# Schweriner See
Schweriner See, eller Schweriner søen er en sø i Mecklenburg-Vorpommern, det nordlige Tyskland. Den blev opkaldt efter byen Schwerin, der ligger på dens sydvestlige kyst. Den mindre by Bad Kleinen ligger på den nordlige bred af søen. Dens areal er cirka 61,54 km², og dens maksimale dybde er 52,4 m. Den naturlige udstrømning af søen er den (kanaliserede) flod Stör, en biflod til Elde, og en del af Elbens afvandingsområde. Wallensteingraben, en kanal fra det 16. århundrede, forbinder søen med Østersøen ved Wismar.

## Galleri
- Kort over Schwerin og dens søer
- Luftfoto af Schwerin ved søerne
- Schwerin Slot på dets ø ved Schwerin See
- Yachtklub ved Lake Schwerin
- Turbåde ved kajen i byen
- Stranden ved Zippendorf, en del af Schwerin
- Morgen ved søen
- Solopgang ved halvøen Marstall
- Schwerin set fra søen
- Observationstårn Kaninchenwerder, på en ø i Schwerin See
- Solopgang ved øen Ziegelwerder